# Lancia Lybra
Lancia Lybra (Тип 839) — компактный автомобиль представительского класса, производимый и продаваемый премиальным подразделением Fiat, Lancia, в период с 1998 по 2005 год на базе Alfa Romeo 156 и заменяющий Dedra в модельном ряду Lancia. Как и Dedra, Lybra была доступна в версиях Berlina (седан) или универсал. Всего было изготовлено 164 660 экземпляров.

## Название
Название модели отсылает к знаку зодиака Весы означает окончание соглашения Lancia о названии модели с греческими буквами. Lybra производилась на заводе Ривальта недалеко от Турина до 2002 года, а затем на заводе Мирафиори в Турине.

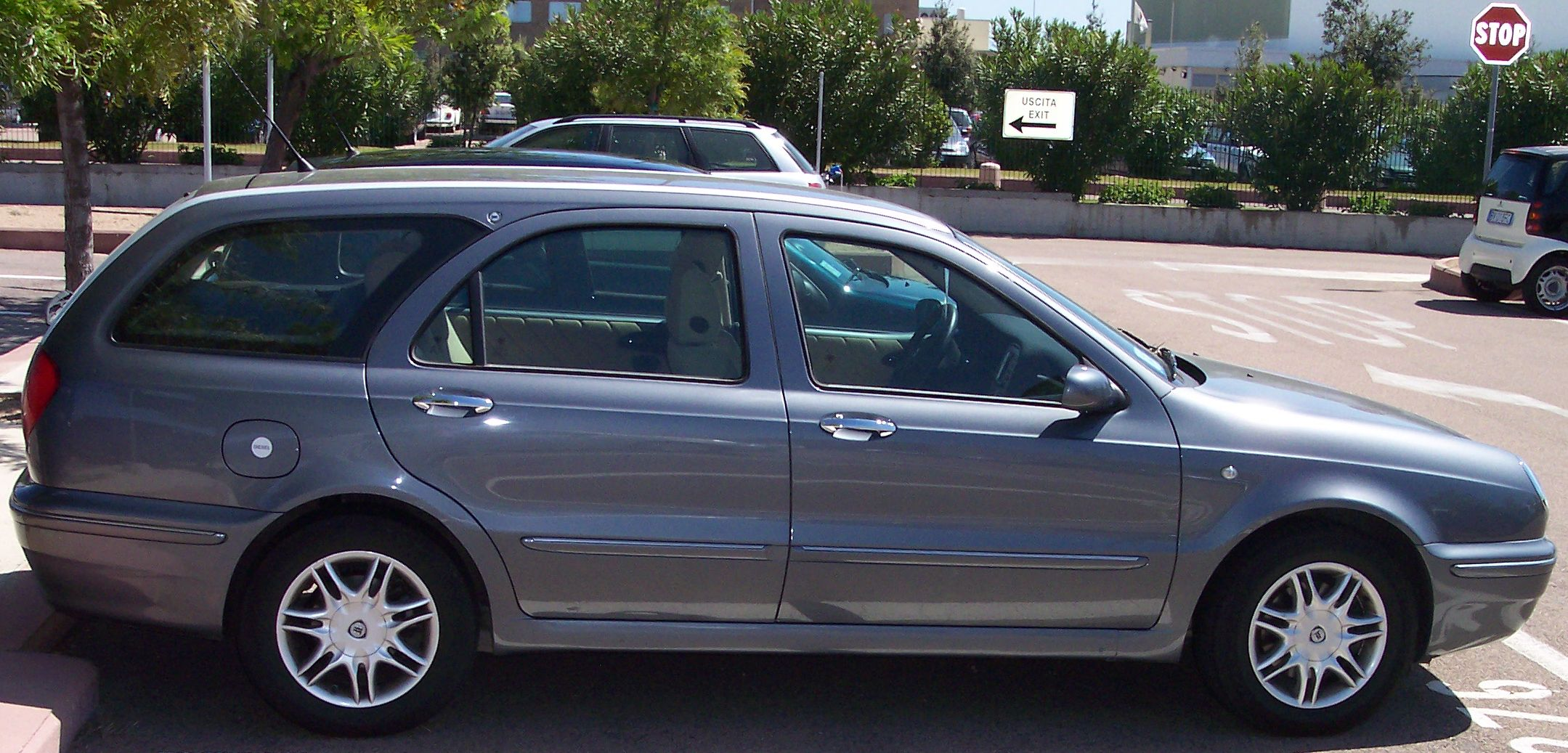
Универсал Lancia Lybra

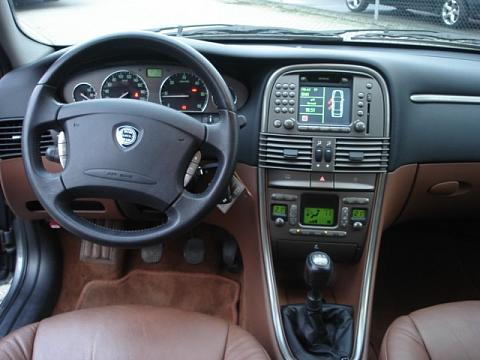
Интерьер Lancia Lybra

## Дизайн
Lybra была оформлена в стиле Centro Stile Lancia, в отличие от более ранних моделей Lancia, которые были заказаны внешними дизайн-студиями. Первоначальные модели были выполнены Энрико Фумиа в 1992 году, а к моменту его ухода из Centro Stile Lancia проект был закончен Майклом Робинсоном. Интерьер разработал Флавио Манцони.
Характерные задние фонари Lybra были использованы в обновленном седане Fiat Marea 2001 года для рынков Латинской Америки. 
Появились круглые фары и другие штрихи, схожие с автомобилями Lancia 1950-х годов, такими, как Aurelia и Appia.

## Специальные серии
Хотя в истории модели и не было никаких ограниченных выпусков, но существует, по крайней мере, две специальных серии. Intensa Exclusive Edition с характерной затемнённой решёткой радиатора. Среди цветов кузова доступны также эксклюзивный тёмно-серый цвет «Grigio Fontana». Внутри Intensa отделка сочетает чёрную кожу и тёмно-серые алькантаровые включения, присутствует качественная аудиосистема Bose. Другая серия — Executive Exclusive Edition, имеющая кожаные сиденья и богатое оснащение, а также специальные 15-спицевые легкосплавные диски. Обе серии были доступны в кузовах седан или универсал, с 2-литровым бензиновым или дизельными 1,9/2,4-литровыми двигателями.

## Двигатели
Lancia Lybra это переднеприводной автомобиль с поперечно установленным двигателем. Lybra имеет 5-ступенчатую механическую коробку передач (2,0-литровый двигатель), и 4-ступенчатую автоматическую коробку.
| Двигатель          | Объём, см³ | Мощность                  | Крутящий момент        | Годы                  |
| ------------------ | ---------- | ------------------------- | ---------------------- | --------------------- |
| 1.6 L 16v DOHC     | 1596       | 103 л. с. при 5750 об/мин | 140 Нм при 4000 об/мин | с 2000                |
| 1.8 L 16v DOHC     | 1747       | 130 л. с. при 6300 об/мин | 156 Нм при 3800 об/мин | с 2000                |
| 2.0 L 20v DOHC     | 1998       | 150 л. с. при 6500 об/мин | 181 Нм при 3750 об/мин | с 2000                |
| 2.4 L 20v DOHC     | 2446       | 170 л. с. при 6000 об/мин | 226 Нм при 3500 об/мин | только Lybra Protecta |
| 1.9 L 8v SOHC JTD  | 1910       | 105 л. с. при 4000 об/мин | 255 Нм при 2000 об/мин | с 2000                |
| 1.9 L 8v SOHC JTD  | 1910       | 110 л. с. при 4000 об/мин | 255 Нм при 2000 об/мин | с 2001                |
| 1.9 L 8v SOHC JTD  | 1910       | 115 л. с. при 4000 об/мин | 275 Нм при 2000 об/мин | с 2002                |
| 2.4 L 10v SOHC JTD | 2387       | 136 л. с. при 4000 об/мин | 304 Нм при 2000 об/мин | с 1999 до 2001        |
| 2.4 L 10v SOHC JTD | 2387       | 140 л. с. при 4000 об/мин | 304 Нм при 2000 об/мин | с 2001 до 2002        |
| 2.4 L 10v SOHC JTD | 2387       | 150 л. с. при 4000 об/мин | 308 Нм при 1800 об/мин | с 2002                |